# Ne nézz rám!
A Ne nézz rám! (Don't Look at Me) a Született feleségek (Desperate Housewives) című amerikai filmsorozat negyvenkettedik epizódja. Az Amerikai Egyesült Államokban először az ABC (American Broadcasting Company) adó sugározta 2006. április 16-án.

## Az epizód cselekménye
Hat hét telt el azóta, hogy Andrew Van De Kamp hadat üzent az anyja ellen. A végső ütközetet a Széplaki Megyei Bíróságon készültek megvívni, Bree pedig tudta, hogy vér fog folyni, csak azt nem tudta, hogy a felmentő sereg már úton van. Danielle telefonhívására a meghallgatás előtt megjelennek Bree nevelőszülei, Eleanor és Henry Mason. Miután sikerül elintézniük, hogy elnapolják a tárgyalást, megpróbálják kibékíteni anyát és fiát, ám a helyzet sokkal bonyolultabb, mint azt gondolták volna. Eközben a kis Lily felügyeleti jogát átmenetileg Solis-ékra bízza a bíróság. Ám Gabrielle kezdeti lelkesedése a kis jövevénnyel szemben idővel alábbhagy, és mindenáron bébiszittert akar fogadni. Miután Carlos ezt egyértelműen elutasítja, Gabi titokban Xiao-ra bízza a kislányt. Lynette-nek jókora fejtörést okoz, miképp világosítsa fel Parker-t, aki előbb az egyik osztálytársánál, majd Mrs. McClusky-nál érdeklődik a "gólya hozza" téma szemléltetéséről. Karl az eljegyzési buli óta egyre többször próbálkozik Susan-nél, Julie pedig a nemtetszését fejezi ki ezzel kapcsolatban. Amikor aztán Susan kénytelen Julie nélkül moziba menni, éppen Mike-kal kerül kellemetlen helyzetbe, melyből egy Orson Hodge nevű férfi menti ki. A nagyszülők úgy határoznak, hogy magukkal viszik Andrew-t Rhode Island-re.

## Mellékszereplők
- Kyle MacLachlan – Orson Hodge
- Kathryn Joosten – Karen McCluskey
- Harriet Sansom Harris – Felicia Tilman
- Lee Tergesen – Peter McMillan
- Gwendoline Yeo – Xiao-Mei
- Ryan Carnes – Justin
- Bruce Jarchow – Samuel "Sam" Bormanis
- John Kapelos – Eugene Beale
- Amy Hill – Louisa Pate
- Ronny Cox – Henry Mason
- Carol Burnett – Eleanor Mason
- Sally Brooks – Lea Rappaport
- Jack Guzman – Juan
- Vince Melocchi – Chuck
- William C. Mitchell – Bíró
- Ken Weiler – Énekes

## Mary Alice epizódzáró monológja
- A narrátor, Mary Alice monológja az epizód végén így hangzik (a magyar változat alapján):

„Mindannyian tettünk olyasmit az életünkben, amit szégyenlünk. Van, amelyikünk a rossz férfiba szeretett bele. Van, aki elengedte az igazi nőt. Vannak, akik szégyent hoztak a szüleikre, és akik cserben hagyták a gyermeküket. Igen. Mindannyian követünk el hibákat, amik lealacsonyítanak minket és szeretteinket. De van megváltás, és minden jóvátehető, ha tanulunk a hibáinkból és fejlődünk.”

## Érdekesség
- A Kyle MacLachlan által alakított Orson Hodge nevű karakter ebben az epizódban tűnik fel először, Susan szálán. Legközelebb a Nem vagy egyedül című epizódban (három résszel később) tűnik fel, és meghatározó karaktere a Született feleségek harmadik évadának.

## Epizódcímek szerte a világban
- Angol: Don't Look at Me (Ne nézz rám!)
- Francia: Je l'aime à mentir
- Lengyel: Nie patrz na mnie! (Ne nézz rám!)
- Német: Schamlos (Szégyentelen)